# Guillaume Bigourdan
| Odkryte planetoidy: 1 | Odkryte planetoidy: 1 |
| --------------------- | --------------------- |
| (390) Alma            | 24 marca 1894         |

Guillaume Bigourdan (ur. 6 kwietnia 1851 w Sistels, zm. 28 lutego 1932 w Paryżu) – astronom francuski. Dokonał obserwacji i zweryfikował współrzędne ponad 6 tysięcy „mgławic”.

## Życiorys
W 1877 roku François Félix Tisserand przyjął go na stanowiska asystenta w obserwatorium w Tuluzie. W 1879 roku Tisserand został mianowany dyrektorem Obserwatorium Astronomicznego w Paryżu i ściągnął tam Bigourdana. W Obserwatorium Paryskim Bigourdan przez wiele lat prowadził obserwacje i obliczył pozycje wszystkich znanych wówczas obiektów mgławicowych nieba północnego oraz odkrył wiele nowych. Prowadził także pomiary pozycji komet i gwiazd podwójnych. W 1894 roku odkrył planetoidę (390) Alma. Odkrył 75 obiektów (głównie galaktyk), które znalazły się w katalogu NGC, oraz 318 obiektów z jego suplementów Index Catalogue.
Był także dyrektorem Międzynarodowego Biura Czasu od chwili jego powstania do 1928 roku.

## Nagrody i wyróżnienia
W 1904 roku został członkiem Francuskiej Akademii Nauk, a w 1923 jej wiceprezydentem.
W 1903 roku został członkiem Królewskiego Towarzystwa Astronomicznego, a w 1919 otrzymał Złoty Medal tego towarzystwa. W tym samym roku przyznano mu nagrodę Prix Jules-Janssen.